# こまきこども未来館
こまきこども未来館（こまきこどもみらいかん）は、愛知県小牧市によって複合商業施設「ラピオ」内に設置された児童館。

## 概要
山下史守朗小牧市長がラピオの空床問題を解決するため、2017年（平成29年）4月27日の小牧市議会文教建設委員会で小牧市立図書館のA街区建設発表と同時に、ラピオ内に子供と子育て関連施設の整備を発表。翌月5月19日の同委員会で「（仮称）小牧市こども未来館」の整備を正式に発表した。同年6月市議会で補正予算を得て整備基本構想策定業務委託のプロポーザルを実施し、同年8月にアール・アイ・エーに決定。有識者や保護者、中高生によるワークショップを実施。そして2018年（平成30年）2月から同年3月にかけて整備基本構想（案）に対するパブリックコメントを実施した。
なお、ラピオは2010年（平成22年）11月に同じく空床問題で中野直輝前市長が小牧市立図書館本館の移転先とする考えを表明してたが、翌2011年（平成23年）2月に行われた市長選挙で同市長が破れ山下市長が誕生。山下市長は同問題に関し市民の意見を聞くと公約していたが計画が中止となった経緯がある。その後も2015年（平成27年）8月から同年9月にかけて行われた小牧市立図書館のパブリックコメントでもラピオ移転を求める声が多数寄せられた。
また、2015年（平成27年）10月に行われた住民投票で山下市長が進めたツタヤ図書館建設計画が市民から否決された後、設置された新小牧市立図書館建設審議会でもラピオ移転を求める審議員がおり、2017年（平成29年）2月に市に提出した答申でも図書館の建設地の1つとしてラピオが記されていた。そして小牧市こども未来館のパブリックコメントでも図書館のラピオ移転を求める声が多数寄せられている。
2018年（平成30年）8月30日、弁護士の上禰幹也が2019年（令和元年）2月実施の小牧市長選挙に立候補を表明。小牧市こども未来館と小牧駅前新設図書館の2事業の見直しを主張したが、落選した。
名称を「こまきこども未来館」として2020年（令和2年）12月19日のオープンを予定していたが、新型コロナウィルス感染拡大防止対策のため2021年（令和3年）1月23日に延期した後、首都圏での緊急事態宣言発出や愛知県の緊急事態宣言発出要請に伴いさらに延期となり、愛知県の緊急事態宣言が2月末に解除されたことを受けて3月6日にオープンとなった。

## 年表
- 2016年（平成28年）
  - 12月31日 - 「ファニチャードーム小牧店」が閉店
- 2017年（平成29年）
  - 4月12日 - 市議会文教建設委員会で「アル・プラザ小牧」の年内撤退が発表される[16]
  - 4月27日 - 市議会文教建設委員会で小牧市立図書館のA街区建設発表と同時にラピオ内に子供と子育て関連施設の整備を発表。
  - 5月19日 - 市議会文教建設委員会で山下市長が「（仮称）小牧市こども未来館」の整備を正式発表。
  - 6月29日 - 市議会で補正予算が可決
  - 6月〜8月 - 「（仮称）小牧市こども未来館」整備基本構想策定業務委託のプロポーザルを実施[1]
  - 8月 - 「（仮称）小牧市こども未来館」整備基本構想策定業務委託がアール・アイ・エーに決定。
  - 10月14日 - 保護者ワークショップを実施[17]。
  - 10月15日 - 第1回中高生ワークショップを実施[17]。
  - 11月2日 - 第1回有識者ワークショップを実施[18]。
  - 11月19日 - 第2回中高生ワークショップを実施[19]。
  - 12月17日 - 第3回中高生ワークショップを実施[20]。
  - 12月18日 - 第2回有識者ワークショップを実施[21]
- 2018年（平成30年）
  - 1月20日 - 「アル・プラザ小牧」が閉店
  - 2月7日〜3月8日 - 「（仮称）小牧市こども未来館整備基本構想（案）」のパブリックコメントを実施[22]。
  - 2月18日 - 第4回中高生ワークショップを実施[23]。
  - 3月8日 - 第3回有識者ワークショップを実施[24]。
  - 3月〜4月 - 「（仮称）小牧市こども未来館」の基本設計と実施設計と子育て包括支援センター整備事業の設計業務と監理業務をアール・アイ・エーが落札率100%で落札[25]。
  - 4月4日 - パブリックコメントの結果を発表。寄せられた全ての意見が施設整備を否定的なものだった[26]。
  - 6月9日 - 第1回設計ワークショップを実施[27]。
  - 6月20日 - 市民から市がアール・アイ・エーと交わした設計業務に関する書類の情報公開請求を受ける[28]。
  - 7月3日 - 市職員がアール・アイ・エーの設計業務に関する見積書がない事を隠すためにアール・アイ・エーに指示して見積書を作らせ、日付を契約が交わされた4月4日に改竄して情報公開請求した市民に提出[28]。
  - 7月6日 - アール・アイ・エーに基本設計と実施設計を特命随意契約で委託したのは違法であり結果契約額が高額になったとして、市民から契約解消と山下市長に対して損害賠償を求める住民監査請求が行われた[29]。
  - 7月19日 - 「（仮称）小牧市こども未来館」の基本構想はラピオ地権者の合意を得ていないため不当として、市民から策定委託料の返還を求める住民監査請求が行われた。
  - 7月 - 「（仮称）小牧市こども未来館」と子育て包括支援センターの2つの設計業務で、市の予定価格がともに受託したアール・アイ・エーの見積価格と同額である事が発覚[30]。
  - 7月28日 - 第2回設計ワークショップを実施[31]。
  - 8月30日 - 弁護士の上禰幹也氏が小牧市こども未来館と小牧駅前新設図書館の見直しを掲げ小牧市長選挙に立候補を表明[10][11]。
  - 9月1日 - 子育て包括支援センターが開設[32]
  - 9月13日 - 「市の判断に違法または不当な点は見られない」「本件事業に係る公金の支出が違法・不当であるとは言えない」とし、市の監査委員が2件の住民監査請求を却下[33]。
  - 9月19日 - 市議会で官製談合疑惑の質疑が行われ、市側が職員とアール・アイ・エー社社員双方に聞き取り調査を実施した事を説明[34]。
  - 9月 - 市職員組合委員長が市職員がアール・アイ・エーに情報を漏らしたとする伝聞や山下市長が隠蔽を指示したという内容をまとめた文書を作成[35][36]。
  - 10月1日 - 市が一連の問題に関し第三者委員会の設置を発表[37]。市民3人が「（仮称）小牧市こども未来館」計画の賛否を問う住民投票実施を求め市に申請[38]。
  - 10月17日 - 小牧の図書館を考える会が一連の官製談合疑惑に対する第三者調査委員会の設置に対し、公平中立な調査と調査対象に新図書館設計委託業務を含めることを求める要望書を山下市長に提出[39]。
  - 10月24日 - 市民団体「小牧市政をかえる会」が小牧市議会議長に「（仮称）小牧市こども未来館」の官製談合疑惑に対する百条委員会の設置を要請[40]。
  - 10月 - 市民が監査結果には納得できないとして、市が業者と交わした同施設の設計契約無効と基本構想策定委託料返還を求める住民訴訟を名古屋地裁に起こした[41]。
  - 10月26日 - 市職員が情報をアール・アイ・エーに漏らし、山下市長が情報隠蔽するよう指示したとする文書が出回り、市議向けの報告会開催[35]。
  - 10月27日 - 市民団体「小牧市政をかえる会」が市職員組合委員長が書いた文書をネットで公開[36]。
  - 11月9日 - 市民が住民投票の直接請求に必要な有権者署名数の約4倍の1万5人分の署名を提出[42]。
  - 11月22日 - 臨時議会でこの問題の第三者委員会設置条例案が修正可決[43]。
  - 12月7日 - 市選挙管理委員会の審査の結果、住民投票の直接請求に必要な署名数の約4倍の9241人分が有効と認められ、申請した市民が市に対し住民投票条例の制定を直接請求[44][45]。
  - 12月11日 - 山下市長が住民投票条例制定に反対する意見書を付けて議案を議会に提出[46][47]。
  - 12月13日 - 市職員が見積書がないことを隠すためアール・アイ・エーに作成を指示し、日付を改竄した見積書を市民の情報公開請求で提出していた事が発覚[28]。
  - 12月14日 - 市民団体「小牧市政をかえる会」が日付が改竄された見積書をネットで公開[48]。
  - 12月21日 - 市議会本会議で住民投票条例が反対多数で否決[49]。
  - 12月25日 - 市が第三者委員会の委員を発表[50]。
- 2019年（令和元年）
  - 3月19日 - 市が第三者委員会の設置期間の延長を発表[51]。
  - 5月29日 - 第三者委員会が市に対し「漏洩はあった」と報告。市が同日付けで漏洩した市職員とその上司に対する処分を発表[52][53]。
  - 6月17日 - 市議会6月定例会にて、漏洩したとされた職員がそれを不服として処分撤回を求めてるのに対し、市議から「さらなる聞き取りが必要ではないか」という質問がされたが、市側は「漏えいかどうかは顧問弁護士に確認した」として更なる調査は行わないとした[54]。
- 2020年（令和2年）
  - 12月16日 - 19日のオープン予定を2021年1月23日に延期。
- 2021年（令和3年）
  - 1月13日 - 23日のオープン予定を延期。
  - 3月6日 - オープン。

## 住民訴訟
2018年（平成30年）7月6日基本設計と実施設計を公募せず特命随意契約で基本構想の策定業者のアール・アイ・エーに委託したのは違法であり、その結果契約額が約1億2300万円と高額になったとして、市民から契約解消と山下市長に対して損害賠償を求める住民監査請求が起こされた。これに対し市は「基本構想策定はプロポーザルを行ったが、その際基本実施設計も受託できると判断した」と主張。また、山下市長は「事務は適切だった」と主張した。また、同年7月19日に同じ市民により「（仮称）小牧市こども未来館」の基本構想はラピオ地権者の合意を得ていないため不当とし、策定委託料の返還を求める住民監査請求も行われた。これに対し市の監査委員は同年9月13日「市の判断に違法または不当な点は見られない」「本件事業に係る公金の支出が違法・不当であるとは言えない」とし、請求を却下した。この結果に対し訴えた市民は「監査結果には到底納得できず、裁判で問題を明らかにしたい」として、市が業者と交わした同施設の設計契約無効と基本構想策定委託料1695万円の返還を求める住民訴訟を名古屋地裁に起こしたものの棄却されている。